# Otwarta ortodoksja (judaizm)
Otwarta ortodoksja – nurt judaizmu charakteryzujący się „podkreśleniem Halachy, intelektualną otwartością, wymiarem duchowym, szeroką troską o wszystkich Żydów i bardziej ekspansywną rolę dla kobiet”. Termin został ukuty w 1997 roku przez Awiego Weissa, który – w odróżnieniu od licznych innych rabinów ortodoksyjnych – uważa halachę (prawa żydowskie) za drogowskaz, a nie prawo do dosłownej implementacji. Powołuje się on przy tym na etymologię i znaczenie słowa halacha: od halokh (he: הלוך) – iść.

## Przegląd
Weiss pragnął, by judaizm był bardziej inkluzywny i otwarty ideowo niż obowiązujące normy. Doprowadziło go to do założenia nowych instytucji edukacyjnych, w które kształciłyby przyszłych liderów religijnych gotowych do szerzenia nowej wizji. Pierwszą z nich była szkoła rabinacka Jesziwa Chowewej Tora (YCT), która miała szkolić nowych rabinów. Absolwenci mieli być „otwartymi, bez uprzedzeń, kompetentnymi, empatycznymi i chętnymi do przekształcenia ortodoksji żydowskiej w ruch, który w znaczący i pełen szacunku sposób współdziała ze wszystkimi Żydami, bez względu na ich przynależność, zaangażowanie lub pochodzenie”. Kolejną instytucją była Jesziwa Maharat, która szkoli kobiety na przywódczynie religijne.
Dążąc do bardziej „liberalnego” ortodoksyjnego judaizmu, Weiss musiał wyjaśnić różnice między ruchami ortodoksyjnymi i nieortodoksyjnymi w obrębie judaizmu. Stwierdza on, iż cały judaizm ortodoksyjny, w tym otwarta ortodoksja, zasadniczo różni się od judaizmu konserwatywnego w trzech obszarach:
1. Ortodoksyjni Żydzi wierzą, że Tora w swej obecnej formie została dana przez Boga na Górze Synaj.
2. Ortodoksja uważa, że „władza prawna jest kumulatywna i że współczesny posek [decydent] może wydawać wyroki wyłącznie na podstawie pełnej historii żydowskiego precedensu prawnego”, podczas gdy Żydzi konserwatywni uważają, że „precedens jedynie wskazuje możliwe podejścia do problemu, a nie stanowi obowiązujące prawo. Dlatego konserwatyzm może swobodnie wybierać swoje stanowiska w zależności od tego, która historia bardziej do niego przemawia”.
3. Ortodoksja jest wyznaczana przez wyznawców przestrzegających rytuałów: „skrupulatne przestrzeganie szabatu (Szabatu), kaszrutu (Przepisów dietetycznych), Taharat ha-Miszpaha (Praw czystości rodziny) i modlenie się trzy razy dziennie”. Podczas gdy konserwatywny judaizm” ogólnie nie składa się z przestrzegających rytuały Żydów. Zatem akceptowanie „liberalnego zwyczaju” jest akceptowane, gdyż może mieć znaczenie”[1].

## Jesziwa Chowewej Tora
W 1999 roku Weiss założył Szkołę Rabinacką Jesziwa Chowewej Tora (YCT), która obecnie znajduje się w Riverdale na Bronxie, w Nowym Jorku. YCT została otwarta we wrześniu 2000 roku jako jesziwa. Pierwszy klasa (pierwszy rocznik) składał się z siedmiu uczniów. Od samego początku YCT określała się jako instytucja otwartej ortodoksji, a jej misja w dużym stopniu wykorzystywała termin, który ukuł jej założyciel: Awi Weiss.
Kontrowersje wokół YCT doszły do głosu, gdy w 2006 r. YCT złożyło wniosek o członkostwo w Rabinackiej Radzie Ameryki, czyli rabinicznym organie stowarzyszonym z Unią Ortodoksyjną – największym północnoamerykańskim organem ortodoksji nowoczesnej i centrystycznej. Kiedy stało się jasne, że aplikacja zostanie odrzucona, YCT wycofało swój wniosek.

## Ordynacja kobiet
W maju 2009 roku Awi Weiss ogłosił otwarcie Jesziwy Maharat, nowej szkoły kształcącej kobiety na Maharat. Maharat jest akronimem hebrajskiego מנהיגה הלכתית רוחנית תורנית (tj. przywódcy halachicznego, duchowego w Torze). Jest to tytuł, który Weiss utworzył dla żeńskiej wersji kobiecej wersji tytułu „rabin”. Misją szkoły, zgodnie z jej stroną internetową, jest „szkolenie ortodoksyjnych kobiet na duchowych przywódców i autorytety w halasze”. W tym celu szkoła oferuje czteroletni, pełnowymiarowy program. Dziekanem szkoły została mianowana Sara Hurwitz. Pierwszy rocznik maharat ukończył szkołę 16 czerwca 2013 r. W 2015 roku Jesziwę Maharat ukończyła – i zdobyła tytuł maharat – Miriam Gonczarska. Stała się przez to pierwszą maharat w historii Europy i jednocześnie pierwszą maharat w historii Polski, oraz pierwszą polską żydowską liderką religijną od czasu Holokaustu.

### Sara Hurwitz
W czerwcu 2009 r. Weiss dał smichę rabinacką Sarze Hurwitz, nadając jej tytuł Maharat. Hurwitz stała się pierwszą kobietą z oficjalną ortodoksyjną smichą rabinacką.
W lutym 2010 roku Weiss ogłosił, że Hurwitz będzie odtąd znana pod tytułem Rabba. Ten ruch wywołał powszechną krytykę w świecie ortodoksyjnym. Agudath Israel Rada Mędrców Tory wydała oświadczenie sugerujące, że Weissa nie należy już dłużej uważać za ortodoksyjnego. W oświadczeniu padły następujące słowa: „ten rozwój wydarzeń stanowi radykalne i niebezpieczne odejście od żydowskiej tradycji i mesoras haTorah, i należy go potępić w najostrzejszych słowach. Żadna kongregacja z kobietą w roli rabina nie może być uznawana za ortodoksyjną”. W prasie żydowskiej krążyły pogłoski, że Rada Rabinów Ameryki (RCA) rozważał wydalenie Weissa. Pod naciskiem RCA, Weiss zobowiązał się nie nadawać nikomu więcej smichy z tytułem „rabba”, sama Hurwitz zachowała jednak ten tytuł.
Niedługo potem RCA przyjęła rezolucję, w której wyraziła uznanie dla zwiększenia w świecie ortodoksyjnym skierowanych do kobiet programów edukacji Tory. W rezolucji RCA zachęcała do „halachicznie i społecznie odpowiednich możliwości zawodowych” dla kobiet. Jednocześnie zastrzegała: „Nie możemy zaakceptować ani ordynacji kobiet, ani – niezależnie od posiadanego tytułu – uznania kobiet za członków ortodoksyjnego rabinatu”. Kolejnym było, wydane w październiku 2015 r., orzeczenie RCA, zgodnie z którym kobiety nie mogą być ordynowane, zatrudniane w roli rabinów, ani tytułowane jako rabini.

### Znani inni
W 2015 r. założoną przez Weissa Jesziwę Maharat ukończyła Miriam Gonczarska z Polski otrzymując tytuł „maharat”. Stała się tym samym pierwszą maharat z Europy Środkowo-Wschodniej, oraz pierwszą – od czasu Zagłady – liderką ortodoksyjnego judaizmu z Polski.
Również w 2015 roku, Jesziwę Maharat ukończyła Jaffa Epstein, która przyjęła tytuł „rabba”.
W tym samym roku w tej samej szkole Lila Kagedan została ordynowana na rabinkę, co czyniło ją pierwszą absolwentką z tytułem rabinackim. Rok później (w 2016) została pierwszą kobietą zatrudnioną przez ortodoksyjną synagogę w roli lidera religijnego wraz z używaniem tytułu „rabin”. Stało się tak, gdy Mount Freedom Jewish Center w New Jersey, które jest społecznością otwartej ortodoksji, zatrudniło ją jako członkinię ich „zespołu przywódców duchowych”.
W 2018 roku, urodzona we Włoszech, choć mieszkająca w Wielkiej Brytanii, Dina Brawer została ordynowana przez Jesziwę Maharat i tym samym została pierwszą brytyjską ortodoksyjną rabinką; wybrała tytuł rabba.

## Reakcja nurtu ortodoksyjnego
Nurt otwartej ortodoksji i jego zwolennicy spotkała ostra krytyka i dezaprobata ze strony szerokopojętej ortodoksji w judaizmie. Wielu rabinów, tradycjonalistów w ramach ortodoksyjnego judaizmu, sprzeciwiało się nowatorskiemu podejściu Weissa: jego poglądów oraz społeczności i instytucji (zarówno YCT i Jesziwa Maharat), które stworzył, a które z czasem rosły. Wpływowi przywódcy zarówno ultraortodoksyjnych, jak i centralnych lub nowoczesnych ortodoksyjnych społeczności, w słowach ostrej krytyki wypowiadali się o działaniach, przekonaniach osób, jak i o instytucjach nurtu otwartej ortodoksji. Twierdzili też, że otwarta ortodoksja nie jest ortodoksyjnym judaizmem, lecz przypomina raczej nurty zreformowanego czy konserwatywnego judaizmu.
W 2014 roku, podczas 92. Gali Agudath Israel of America, Nowominsker Rebbe, Jakow Perlov nazwał otwartą ortodoksję „nowym niebezpieczeństwem… które (...) zmierza do obalenia świętego znaczenia judaizmu, [niebezpieczeństwem], które jest przesiąknięte herezją…” Półtora roku później, w listopadzie 2015, Agudath Israel of America potępiła ruchy ordynacji kobiet, a nawet więcej: ogłosiła, że otwarta ortodoksja, Jesziwa Maharat, Jesziwa Chowewej Tora i inne powiązane podmioty odrzucają podstawowe zasady judaizmu i przez to są podobne do innych ruchów dysydenckich z całej historii Żydów.
W tym samym miesiącu Konferencja Europejskich Rabinów złożyła pozew, stwierdzając: „Konferencja z wielkim bólem widzi odchylenia od fundamentów religijnych emanujących z ruchu zwanego „otwartą ortodoksją” i ostrzega, że ci, którzy działają w tym duchu, absolwenci wspomnianego ruchu ... nie będą przez nas uznawani za rabinów, ze wszystkim, co się z tym wiąże”. Jonathan Guttentag z Manchesteru w Wielkiej Brytanii wyjaśnił, że systematycznie testując granice normatywnej praktyki żydowskiej, otwarta ortodoksja „odsunęła nieco kopertę i ... doszła do miejsca, w którym jej zwolennicy wychodzą poza szeroką definicję („parasol”) ortodoksji”.”
Podobne opinie zostały powtórzone w oświadczeniu prasowym wydanym przez Rabinical Alliance of America z 22 lutego 2018 r. W oświadczeniu tym porównano otwartą ortodoksję do reformowanego i konserwatywnego judaizmu i stwierdzono, że „duchowieństwo tego ruchu wyznaje filozofię pokolenia grzechu Złotego Cielca”.
Wpływowi przywódcy nurtu umiarkowanej (eng. central) ortodoksji uznali również „praktyki lub wierzenia” ruchu otwartej ortodoksji są „niezgodne z ortodoksyjnym judaizmem”. Do autorów tego stwierdzenia należą między innymi Hershel Schacter, Rosh Yeshiva z Rabbi Isaac Elchanan Theological Seminary (RIETS), Yeshiva University i Avrohom Gordimer, koordynator rabiniczny w OU Kosher.
Steven Pruzansky, rabin Kongregacji Bnai Yeshurun w Teaneck, New Jersey i członek Rady Rabinicznej Ameryki (RCA) w zarządzie Beth Din of America stwierdził, że podejście Weissa bardzo przypomina amerykański judaizm konserwatywny z początku XX wieku. Dlatego też – jego zdaniem – trafniej byłoby nazwać ten ruch [otwartej ortodoksji] judaizmem „neokonserwatywnym” niż „ortodoksyjnym”. Na koniec swojego artykuł opinii w Matzav.com, stwierdza, że „jasność i uczciwość wymagają co najmniej uznania, że na naszych oczach, w życiu żydowskim, powstał nowy ruch poza światem ortodoksji, jaki już widzieliśmy wcześniej. Można go określić... [ruchem] neokonserwatywnym. „Otwarta ortodoksja” to zwodnicza nazwa marki, slogan reklamowy i próba pozostania przywiązanym do świata Tory, aby przekształcić go od wewnątrz, ale z dala od rzeczywistości. Rzeczywistość jest taka, że żyjemy w okresie powstania neokonserwatystów.”
Moshe Averick, felietonista żydowskiego magazynu The Algemeiner Journal i autor „Nonsense of a High Order: The Confused and Illusory World of the Atheist”, zgadza się z Pruzanskim, że Weiss stworzył nowy ruch żydowski w Ameryce, porównując go do Izaaka Mayera Wise’a (założyciela judaizmu reformowanego) i Solomona Schechtera (założyciela konserwatywnego judaizmu w Stanach Zjednoczonych). Porównuje on ordynację trzech kobiet na maharat dokonaną przez Weissa 16 czerwca 2013 r. z tak zwanym Trefnym bankietem z 1883 roku. Wydarzenie to (Trefny bankiet) przypieczętowało rozłam między judaizmem reformowanym a tradycyjnym w Ameryce. Averick pisze: „Ruch [zapoczątkowany przez] Weissa, forma judaizmu, która entuzjastycznie przyjmuje ideologie feminizmu i liberalno-postępowego modernizmu, jednocześnie pokrywając ją silnym ortodoksyjnym posmakiem, można by określić dokładnie jako ortodoksyjno-feministyczny judaizm postępowy”. I dodaje: „termin ukuty przez rabina Stevena Pruzansky’ego: „Judaizm neokonserwatywny” udało mu się idealnie dopasować do szczeliny pomiędzy lewą stroną judaizmu ortodoksyjnego a prawą judaizmu konserwatywnego.”
W październiku 2013 r. dziesiątki rabinów, którzy określili się jako „członkowie o dobrej reputacji lub [którzy] identyfikują się z Radą Rabiniczną Ameryki”, podpisali list, w którym argumentowali, że otwarta ortodoksja „raz po raz wyrywała się naprzód, przekraczając granicę, która dzieli ortodoksję od neokonserwatyzmu”.
Unia Ortodoksyjna (UO), Rada Rabinacka Ameryki (RRA) i Krajowa Rada Młodego Izraela (eng. National Council of Young Israel) – jedna po drugiej – w reakcji na ruch otwartej ortodoksji odpowiedziały zerwaniem więzi z instytucjami otwartej ortodoksji. RRA nie akredytuje kwalifikacji rabinicznych absolwentom Szkoły Rabinackiej – Jesziwy Chowewej Tora lub Jesziwy Maharat. Ani UO, ani Młody Izrael nie przyjmują kobiet jako na stanowiska rabinackie, a Synagogi Młodego Izraela przestały przyjmować kandydatów z akredytacją YCT.
W opozycji do ruchu otwartej ortodoksji, powstały nawet nowe organizacje (w nurcie ortodoksyjnego judaizmu) motywowane potrzębą aktywnego i zdecydowanego wyrażania sprzeciwu lub krytyki wobec stanowisk otwartej ortodoksji. Reakcją były też stanowiska lub działania wstrzymywania się, bądź powolnego zabierania stanowiska przez istniejące organizacje nurtu ortodoksji. Tak było m.in. z Koalicją na rzecz Wartości Żydowskich (KnrWŻ) i Tradycyjnymi Ortodoksyjnymi Rabinów Ameryki (TORA).

## Odpowiedź na krytykę ortodoksji
Według Marca Shapiro, Avrohom Gordimer „przyjął płaszcz obrońcy wiary” i „stawia za swój cel ujawnienie nieortodoksyjnej natury otwartej ortodoksji”. Shapiro stwierdził, że „odmawianie im prostej uprzejmości wymienia ich nazwisk ... jest (...) po prostu haniebne”. Gordimer odpowiedział w artykule w Cross Currents. Ysoscher Katz, przewodniczący Wydziału Talmudu w Szkole Rabinackiej Jesziwat Chovevei Tora, pomimo wcześniejszych deklaracji na Facebooku, że jest otwarty na dyskusję, zagroził podjęciem działań prawnych przeciwko Cross Currents, jeśli nadal będą publikować „zniesławiające i bezpodstawne oskarżenia Avrohoma Gordimera” przeciwko niemu.
W przeciwieństwie do negatywnej postawy rabinackiej społeczności ortodoksyjnej, Steven Bayme, Dyrektor Krajowy (USA) ds. Społeczności Żydowskiech w Amerykańskim Komitecie Żydowskim (AJC), uważa otwartą ortodoksję za najbardziej autentyczną formę nurtu nowoczesnej ortodoksji w judaizmie. Odnosząc się do nominacji Ashera Lopatina na prezydenta Szkoły Rabinackiej Jesziwat Chovevei Tora, Bayme powiedział: „Wydarzenie to uwidoczniło moc ortodoksji, która jest naprawdę nowoczesna, w sensie syntezy nowoczesnej wiedzy i kultury z judaistyczną tradycją i nauką, oraz „otwartość ortodoksji”, otwartej na wszystkich Żydów i otwartej na wysłuchanie innych punktów widzenia”.
Sama YCT, pomysł Weissa, ostatecznie jednak zareagowała na poważną dezaprobatę ortodoksów, próbując – przynajmniej w nazwie – zdystansować się od terminu „otwarta ortodoksja”. Na swojej stronie internetowej, jesziwa usunęła wszystkie odniesienia do nazwy „otwarta ortodoksja”, zastępując słowo „otwarta” słowem „nowoczesna”. W sierpniu 2017, w wywiadzie dla „The Jewish Week” Asher Lopatin, prezydent szkoły, powiedział: „Kiedy mówią: «otwarta ortodoksja», ja mówię: «Jesteśmy nowoczesną ortodoksją. Jesteśmy w pełni częścią nowoczesnej ortodoksji»”. Pomimo tego, liderzy nowoczesnej ortodoksji, jak i mainstreamowej ortodoksji kwestionują i tę afiliację.
Awi Weiss aż do emerytury (2015) pełnił funkcję rabina („Starszy rabin”) w Instytucie Hebrajskim w Riverdale. Obecnie nadal służy tam jako „rabin-rezydent”. Instytut ten nadal określa siebie jako „synagoga otwartej ortodoksji”.

## Znani liderzy i aktywiści
Judaizm otwartej ortodoksji zalicza jako swoich członków znanych liderów, którzy wcześniej byli związani z innymi znanymi grupami jako liderzy świeccy czy badacze. Do tych związanych z judaizmem otwartej ortodoksji zalicza się następujących liderów religijnych:

- rabin Awi Weiss
- rabin Jeffrey S. Fox
- rabin Nissin Antine
- rabin Shmuly Yanklowitz
- rabin Shmuel Herzfeld
- maharat Dasi Fruchter
- rabin Ben Greenfield
- maharat Ruth Balinsky Friedman
- rabin Yosef Kanefsky
- morateinu Allissa Thomas
- rabin Aviad Bodner
- rabin David Wolkenfeld
- dr Esther Altmann
- rabin Zev Farber
- rabin Saul Strosberg
- rabbanit Devorah Zlochower
- rabin dr Erin Leib Smokler
- rabin Herzl Hefter
- rabin Jason Herman
- rabin dr Daniel Sperber
- dr Chaim Trachtman
- rabba Abby Brown Scheier
- rabin Steven Exler
- rabba Sara Hurwitz
- rabin Uri Topolsky
- rabin Gabe Greenberg
- rabin Asher Lopatin
- rabin Akiva Weiss
- rabin Etan Mintz
- rabin Yaakov Love
- rabin Francis Nataf
- rabin Akiva Herzfeld
- rabin Adam Mintz
- rabin dr Nathan Lopes Cardozo
- rabin Avram Mlotek
- Dina Najman
- rabin Aaron Potek
- rabin Saul J. Berman
- rabin Chaim Brovender
- rabbanit Smadar Ben-David
- rabin Michael Balinsky
- raw Rahel Berkovits
- rabbanit Devorah Evron
- raw David Bigman
- rabin Steven Exler
- rabin Zev Farber
- dr Arna Poupko Fisher
- rabin Aaron Frank
- raw Meesz Hammer-Kassoy
- rabin David Kalb
- rabin Shmuel Klitsner
- rabin Dow Linzer
- rabin Szlomo Riskin
- rabin Adam Scheier
- rabin Hanan Schlesinger
- rabin Hyim Shafner
- rabin dr Daniel Sperber
- rabin Mendel Shapiro
- rabin Saul Strosberg
- rabin Uri Topolosky
- rabin Mishael Zion
- rabin Saul J Berman
- rabin Barry Gelman
- rabin Yitz Greenberg
- rabin Menachem Hacohen
- rabin Herzl Hefter
- rabin Jason Herman
- profesor Benny Ish-Shalom
- rabin Daniel Landes
- rabin Benjamin Samuels
- rabin Yehuda Sarna
- rabin Mitchell Wohlberg
- rabin Chaim Steinmetz
- rabin Daniel Kraus
- maharat Miriam Gonczarska

Inni znani rabini, tacy jak rabin Haskel Lookstein, często opowiadali się po stronie ruchu otwartej ortodoksji, jednak nigdy oficjalnie się z tym ruchem nie związali.